# Piet van Leeuwen
Piet van Leeuwen (20 september, 1942) is een Nederlands fotograaf, verder actief als beeldhouwer, galeriehouder, kunstverzamelaar, conservator, en auteur. Hij is bekend als culinair fotograaf, stilleven, modefotografie, en autonome fotografie.

## Levensloop
Piet van Leeuwen is geboren en getogen in Rotterdam, en begon in zijn elfde levensjaar met fotografie. Hij raakte bevriend met Wout Berger met wie hij ook in 1964 ook een jaar aan de  School voor Fotografie en Fotonica in Den Haag studeerde.
In 1965 vestigde Van Leeuwen zich in Rotterdam. Hij werkte een jaar als fotograaf bij het Algemeen Dagblad en NRC-Handelsblad, en vestigde zich daarna als zelfstandig fotograaf. Vier jaar later verhuisde huisde hij naar Haarlem, waar hij sindsdien woont en werkt. Hij fotografeerde in 1967 enige tijd in Portugal, en in 1979 in Napels. Vanaf 1969 werd zijn fotowerk met enige regelmaat gepubliceerd in tijdschriften als Panorama, Avenue en Libelle.
Van 1989 tot 1991 doceerde hij in Arnhem. Naast zijn werk als fotograaf was hij ook in Haarlem enige jaren galeriehouder, en actief als conservator. 
Piet van Leeuwen was getrouwd met Ati de Ruiter, die hem assisteerde in zijn werk. Hij is de oom van Wietske van Leeuwen.

## Publicaties
- Piet van Leeuwen. Ruud van Empel: photosketch, digital sketches 1995 - 2007. 2007

## Exposities, een selectie
- 1986. Fotografie, Groninger Museum, met onder andere Rommert Boonstra, Henk Elenga, Gerald van der Kaap, Lydia Schouten en Henk Tas.[3]
- 1993. Nederlandse fotografie 1970-1990, Commanderie van Sint-Jan, Nijmegen. Verder met onder andere Oscar van Alphen, Marrie Bot, Helena van der Kraan, Charly van Rest en Paul de Nooijer.[4][5]
- 1995. Egodocument fotomanifestatie in Naarden.[6]